# Consoană orală
În fonetică, o consoană orală este o consoană pulmonară la a cărei articulare fluxul de aer trece numai prin gură. Cea mai mare parte a consoanelor din numeroase limbi sînt consoane orale, ca de exemplu [p], [v], [k]. Categoria complementară de consoane se numesc consoane nazale.
La articularea consoanelor orale vălul palatului se ridică și blochează ieșirea aerului pe nas. Pentru o parte din consoanele orale (de exemplu cele fricative) această condiție nu este totuși obligatorie; chiar dacă o parte din fluxul de aer iese pe nas, aceste consoane păstrează un caracter oral suficient pentru a fi recunoscute ca atare. Dimpotrivă, pentru consoanele oclusive blocarea fluxului de aer către nas este importantă, altfel de exemplu consoana [b] ajunge să se audă ca [m].